# ديف مارسيلو
ديف مارسيلو مواليد 22 فبراير 1989 في مانيلا، هو لاعب كرة سلة فلبيني. بدأ مسيرته الاحترافية في سنة 2012. يلعب مع بارانجي جينبرا سان ميغيل في الرابطة الفلبينية لكرة السلة كلاعب وسط. يحمل الرقم 10. يبلغ طوله 6 قدم 4 بوصة (1.9 م). مثّل منتخب بلاده. لعب مع باراكو بول إنرجي وبارانجي جينبرا سان ميغيل.